# Aetheomorpha biplagiata
Aetheomorpha biplagiata là một loài bọ cánh cứng trong họ Chrysomelidae. Loài này được Medvedev miêu tả khoa học năm 1985.